# Jordan Hall
Jordan Davante Hall (Wildwood, 14 gennaio 2002) è un cestista statunitense.

## Carriera
Dopo aver trascorso due stagioni con i St. Joseph's Hawks, nel 2022 si dichiara per il Draft NBA, non venendo tuttavia scelto; l'11 agosto viene firmato dai San Antonio Spurs con un two-way contract.

## Statistiche

### NCAA
| Anno      | Squadra            | PG | PT | MP   | TC%  | 3P%  | TL%  | RP  | AP  | PRP | SP  | PP   |
| --------- | ------------------ | -- | -- | ---- | ---- | ---- | ---- | --- | --- | --- | --- | ---- |
| 2020-2021 | St. Joseph's Hawks | 20 | 18 | 31,9 | 38,0 | 35,1 | 76,0 | 5,9 | 5,7 | 1,3 | 0,1 | 10,6 |
| 2021-2022 | St. Joseph's Hawks | 30 | 29 | 35,0 | 39,3 | 36,2 | 73,7 | 6,7 | 5,8 | 1,2 | 0,2 | 14,1 |
| Carriera  | Carriera           | 50 | 47 | 33,7 | 38,9 | 35,8 | 74,8 | 6,3 | 5,7 | 1,2 | 0,1 | 12,7 |

#### Massimi in carriera
- Massimo di punti: 33 vs Pennsylvania (8 dicembre 2021)[3]
- Massimo di rimbalzi: 13 vs La Salle (2 marzo 2022)
- Massimo di assist: 12 vs Bradley (18 dicembre 2021)
- Massimo di palle rubate: 4 vs Rhode Island (12 gennaio 2022)
- Massimo di stoppate: 1 (6 volte)
- Massimo di minuti giocati: 45 vs Davidson (9 febbraio 2022)

### NBA
| Anno      | Squadra           | PG | PT | MP  | TC%  | 3P%  | TL%  | RP  | AP  | PRP | SP  | PP  |
| --------- | ----------------- | -- | -- | --- | ---- | ---- | ---- | --- | --- | --- | --- | --- |
| 2022-2023 | San Antonio Spurs | 9  | 0  | 9,2 | 32,1 | 20,0 | 77,8 | 1,3 | 1,2 | 0,1 | 0,0 | 3,1 |

#### Massimi in carriera
- Massimo di punti: 7 vs New Orleans Pelicans (23 novembre 2022)[4]
- Massimo di rimbalzi: 5 vs Sacramento Kings (17 novembre 2022)
- Massimo di assist: 3 vs Golden State Warriors (14 novembre 2022)
- Massimo di palle rubate: 1 vs Golden State Warriors (14 novembre 2022)
- Massimo di stoppate: -
- Massimo di minuti giocati: 21 vs Toronto Raptors (2 novembre 2022)